# Eriolaena hookeriana
Eriolaena hookeriana är en malvaväxtart som beskrevs av Robert Wight och Arn.. Eriolaena hookeriana ingår i släktet Eriolaena och familjen malvaväxter. Utöver nominatformen finns också underarten E. h. viridis.